# Sport Club RASTA Vechta
Lo S.C. RASTA Vechta è una società cestistica avente sede a Vechta, in Germania. Fondata nel 1979, gioca nel campionato tedesco e il nome della società è un insolito omaggio alla musica reggae. Nella stagione 2012-13 ha ottenuto la sua prima promozione nel massimo campionato tedesco. 
Disputa le partite interne nel RastaDome, che ha una capacità di 3.140 spettatori.

## Palmarès
- ProA: 3

2012-2013, 2017-2018, 2022-2023